# Клонгевич, Анджей Бенедикт
Анджей Бенедикт Клонгевич (пол. Andrzej Benedykt Kłągiewicz; 1 января 1767, Илуксте, ― 27 декабря 1841, Вильна) ― епископ виленский в 1839―1841 годах, профессор Виленского университета.

## Биография
Родился в крестьянской семье. Окончил Главную виленскую школу. В 1789 году начал работать учителем уездного училища в Коржах. Когда училище предали кармелитам, в 1797 году поступил в Виленский университет, слушал лекции на моральном и физическом отделениях. После университета служил в Виленской католической консистории, в 1808 году в Духовной семинарии при Виленском университете, два года практически руководил семинарией.
В апреле 1815 года стал профессором Виленского университета по кафедре богословия и церковной истории, с мая 1815 года доктор богословия, профессор. С 1821 года цензор Цензурного комитета при Виленском университете.
В 1822 год, наравне с А. Чарторыйским и Л. Боянусом назначен членом комиссии по негласному расследованию тайных студенческих обществ.
С 1828 года администратор Виленской епархии с возведением в Брестские суффраган-епископы.
С 1841 года епископ виленский.

## Религиозная деятельность
Анджей Клонгевич, будучи профессором Виленского университета, оказывал непосредственное влияние на Иосифа Семашко в укреплении униатской церкви.
Священники западнорусских земель не очень хорошо знали восточные церковные традиции. Именно для восполнения подобных недостатков и был открыт в Виленском университете богословский факультет. Клонгевич утверждал впоследствии, что этот факультет, служивший духовному воспитанию униатских священников, сыграл немалую роль в отпадении униатов от католичества.
Вообще, религиозная ситуация того времени была сложной: например, в храмах разрешалось произносить проповеди только с позволения духовного начальства, и желательно проповеди уже опубликованные, самодеятельную же проповедь нужно было заранее представить на одобрении духовной цензуре, состоящей из членов капитула консистории и деканов. Позже ксендзам было рекомендовано читать проповеди только по книгам Бялобржецкого и Филипецкого, одобренным епископом Клонгевичем.
Митрополит Иосиф Семашко вспоминает: «Любо было послушать уважаемого мною профессора Клонгевича: с каким жаром восставал он против злоупотреблений папской власти и как он сочувствовал бедным».